# Catedral de São Mateus
A Catedral de São Mateus fica localizada no município de São Mateus e é referência em arte sacra moderna. Possui em seu interior pinturas impressionistas de Cláudio Pastro, renomado artista da arte sacra.
Foi construída em forma de tenda, pois, segundo Dom Aldo Gerna, bispo idealizador da catedral, esta é a tenda de Deus com os homens ("Eis a tenda de Deus com os homens").

## História
A Catedral de São Mateus é uma construção imponente, em forma de tenda. A construção do templo iniciou-se a partir de 15 de novembro de 1987, dia do lançamento da pedra fundamental. Os recursos iniciais para esse fim foram obtidos com a venda do prédio da Sagrada Família (atual CEUNES) ao governo do estado e para a conclusão, com as doações de amigos italianos de Dom Aldo e de diocesanos.
A catedral foi internamente enriquecida com afrescos impressionistas de Cláudio Pastro, conhecido internacionalmente.
A inauguração da Catedral de São Mateus foi no dia 11 de dezembro de 1988, com a presença de Dom Aldo Gerna, bispo de São Mateus, Dom Lúcio Mendes, presidente da CNBB, Dom Rino Carlesi, bispo de Balsas,Dom Silvestre Scandian, arcebispo de Vitória, Dom Geraldo Lyrio, bispo de Colatina, Dom Luiz Marcilha, bispo de Cachoeiro de Itapemirim, 38 padres e uma multidão incalculável de pessoas de São Mateus e adjacências. Nesse dia aconteceram as ordenações do Padre Aldir Roque Lóss e dos Diáconos Eraldo Matos, Jocenir Zagotto e Edivalter Andrade, todos formados pela Diocese de São Mateus.
A Catedral foi dedicada a Santa Maria, Mãe da Igreja no dia 28 de maio de 1989.